# Shakeelah Saunders
Shakeelah Saunders (ou Sha'Keela Saunders, née le 18 décembre 1993 à Elizabeth City) est une athlète américaine, spécialiste du saut en longueur.

## Biographie
Vainqueur des Championnats NACAC espoirs de 2014, elle se classe troisième des Jeux panaméricains 2015 et troisième des Championnats d'Amérique centrale et des Caraïbes 2015. En 2016, elle porte son record personnel à 6,89 m.
Le 11 août 2018, elle remporte les championnats NACAC de Toronto avec 6,60 m.

## Palmarès

### International
| Date | Compétition                | Lieu             | Résultat | Marque |
| ---- | -------------------------- | ---------------- | -------- | ------ |
| 2014 | Championnats NACAC espoirs | Kamloops         | 1re      | 6,40 m |
| 2015 | Jeux panaméricains         | Toronto          | 3e       | 6,66 m |
| 2015 | Championnats NACAC         | San José         | 3e       | 6,57 m |
| 2017 | Ligue de diamant           | Ligue de diamant | 3e       | 6,64 m |
| 2018 | Championnats NACAC         | Toronto          | 1re      | 6,60 m |
| 2018 | Ligue de diamant           | Ligue de diamant | 3e       | 6,68 m |
| 2019 | Championnats du monde      | Doha             | 9e       | 6,54 m |

## Records
| Épreuve          | Performance | Lieu   | Date           |
| ---------------- | ----------- | ------ | -------------- |
| Saut en longueur | 6,89 m      | Eugene | 2 juillet 2016 |